# Ida Hellström
Ida Kristina Hellström po mężu Babulfath (ur. 26 marca 1979) – szwedzka zapaśniczka walcząca w stylu wolnym. Wicemistrzyni świata w 1998; trzecia w 1996, 2000 i 2002. Srebrna medalistka mistrzostw Europy w 2000, 2002, 2003 i 2004; czwarta w 1996 i 1997. Mistrzyni Europy juniorów w 1994 i 1996 roku. 
Mistrzyni kraju w latach 1995-2001, 2003 i 2004.
W 2007 roku poślubiła Mohammada Babulfatha, z którym ma czworo dzieci, w tym Tarę, brązową medalistkę olimpijską z Paryża (2024) w judo.